# 空蝉之森
《空蝉之森》是一部于2021年2月5日上映的日本电影。   由龟井亨执导，酒井法子主演，这是酒井法子2012年复出后的拍摄的首部电影作品  。
该片于2013年拍摄，原定于2014年上映 ，但由于发行片商New Wave宣布破产 ，时隔七年上映 。

## 娱乐产业
完成时的目标是在中国和其他亚洲国家上映该影片，并将其提交给海外电影节，  但由于新型冠状病毒感染的传播而被取消。 

## 演员
加贺美结子
演员 -酒井法子
三个月前失踪，受警察保护的妇女。
昭彦
演员 -斋藤步
结子的丈夫。
青柳
演员 -金山一彦
自由记者。
正雄
演员 -池田努
结子的弟弟。
香织
演员 -长泽奈央
昭彦的情妇。
佐藤
演员 - 角替和枝  
民宿的老板娘。
山井
演员 -西冈德马
昭彦的精神辅导员。
假屋警部
演员 -柄本明
退休前的警部。

## 制作团队
- 导演：龟井亨
- 编剧：龟井亨、相原笠音
- 音乐：野中“まさ”雄一
- 主题曲：大黑摩季《OK》（ Being ）
- 摄影：中尾正人
- 灯光：赤津淳一
- 录音：甲斐田哲也
- 艺术：山崎辉
- 副导演：岛田明美
- 制作负责人：青木启二
- 制作合作：NBI
- 制作人：山本风彬、吉井盛治
- 制作人：太田裕辉
- 副制片人：伊与木敏郎
- 合作：铝
- 发行/推广：NBI
- 制作：《空蝉之森》制作委员会

## 备注